# Одер, Игорь Владимирович
Одер Игорь Владимирович (род. 21 апреля 1964 года, село Мальчевцы, Барский район, Винницкая область, Украинская ССР) – российский государственный деятель. Генерал-полковник внутренней службы (2016).

## Биография
Украинец. Из семьи служащих (отец – инженер-строитель, мать – бухгалтер животноводческого комплекса). Окончил на родине среднюю школу в 1981 году, поступал в Тюменское высшее военно-инженерное училище. Зачислен не был и год работал на стройке в Виннице.
С августа 1982 года проходил службу в Советской Армии. 
В 1986 году окончил Московское высшее командное училище дорожных и инженерных войск, член КПСС. 
С июля 1986 года служил в инженерных войсках Московского военного округа, командир механизированного взвода отдельного механизированного полка (Тульская область), 
с декабря 1988 года – командир 463 отдельной роты специальной защиты (Владимир), 
с июня 1992 года - начальник штаба – заместитель командира 580 отдельного батальона химической защиты 145 отдельной спасательной бригады (Нижегородская область). 
С сентября 1994 года – на учёбе.
В 1997 году окончил Военно-инженерную академию имени В.В. Куйбышева (факультет гражданской обороны). С июня 1997 года – начальник штаба – заместитель командира 158-го отдельного механизированного полка, с апреля 1998 года – командир этого полка (Волгоград).
В июне 2000 года переведён из Вооружённых сил в МЧС России, где назначен  начальником 349-го спасательного центра (Волгоград). Этот центр был сформирован на базе того же полка, которым до этого командовал Одер. Центр был награждён вымпелом «Лучший спасательный центр МЧС России».
С ноября 2001 года – первый заместитель начальника Главного управления по делам ГО и ЧС Ставропольского края, с октября 2003 года – начальник Главного управления по делам ГО и ЧС по Ставропольскому краю (с февраля 2005 года должность именовалась: начальник Главного управления Министерства РФ по делам гражданской обороны, чрезвычайным ситуациям и ликвидации последствий стихийных бедствий по Ставропольскому краю).
С ноября 2012 года - начальник Южного регионального центра МЧС России. В этот же день был уволен с военной службы и в дальнейшем проходит специальную службу в органах МЧС.
Указом Президента Российской Федерации от 08 февраля 2019 года освобождён от занимаемой должности.
С февраля 2020 года работает советником при ректорате Донского государственного технического университета (Ростов-на-Дону). 

## Высшие звания
- генерал-майор (12.12.2004)[5]
- генерал-майор внутренней службы (2012)
- генерал-лейтенант внутренней службы (11.06.2014)[6]
- Генерал-полковник внутренней службы (11.06.2016)[7]